# Polypedilum pseudoiris
Polypedilum pseudoiris är en tvåvingeart som beskrevs av Alexander V. Gromov 1951. Polypedilum pseudoiris ingår i släktet Polypedilum och familjen fjädermyggor. Inga underarter finns listade i Catalogue of Life.